# ラーセポリ
ラーセポリ（スウェーデン語: Raseborg、フィンランド語: Raasepori）は、フィンランド南西部ウーシマー県に位置し、フィンランド湾に臨む自治体。ラーセボリ郡に属する。2009年1月にエケナス、カリス (フィンランド)、ポフヤの3自治体が合併して誕生した。
町の名は14世紀にエケナスに築かれたローセボリ城に由来する。
住民の約3分の2がスウェーデン語を母語とし、スオミ語を話すのは3分の1である。

## 出身者
- ピュリュ・ソイリ - サッカー選手。旧エケナス市出身。